# 产芝水库
|  |

产芝水库位于中华人民共和国山东省莱西市产芝村东北，大沽河干流的中上游，是以防洪、灌溉、供水为主，兼有发电、养殖等功能的大型水库。
该水库于1958年建成，控制流域面积978平方千米，总库容4亿立方米，兴利库容1.76亿立方米，死库容810万平方米。建有总干渠及分干渠15条、长148.5千米，支渠83条、长263.9千米，包括东干渠、西干渠、江家庄、辇止头四个灌区，设计灌溉面积1.87万公顷，1971年最大时可灌溉2.27万公顷的土地。1984年，由于青岛市逢枯水期，该库也负责向市区供水，成为市区的主要水源地，1987年实际供水7452.2万立方米。1989年建成栈桥、甲鱼池、水上乐园、葡萄长廊等景点，每年接待观光超过万人。同时兼顾养殖业，1997年养鱼水面占1670公顷。